# Jokisuunlahti ja Valmosanneva
Jokisuunlahti ja Valmosanneva este o arie protejată (arie specială de conservare — SAC, sit de importanță comunitară — SCI, arie de protecție specială avifaunistică — SPA) din Finlanda întinsă pe o suprafață de 235 ha, integral pe uscat.

## Localizare
Centrul sitului Jokisuunlahti ja Valmosanneva este situat la coordonatele 63°22′26″N 23°29′46″E / 63.3739°N 23.4961°E.

## Înființare
Situl Jokisuunlahti ja Valmosanneva a fost declarat sit de importanță comunitară în august 1998 pentru a proteja 27 de specii de animale. Alte tipuri de protecție:
- arie de protecție specială avifaunistică (în august 1998)[2]
- arie specială de conservare (în aprilie 2015)[1][3][4]

## Biodiversitate
Situată în ecoregiunea boreală, aria protejată conține 4 habitate naturale: Lacuri și iazuri distrofice naturale, Turbării active, Mlaștini turboase de tranziție și turbării mișcătoare, Mlaștini împădurite.
La baza desemnării sitului se află mai multe specii protejate de  păsări (27): rață-cu-cap-castaniu (Aythya ferina), rața moțată (Aythya fuligula), buhai de baltă (Botaurus stellaris), bătăuș (Calidris pugnax), chirighiță neagră (Chlidonias niger), erete de stuf (Circus aeruginosus), erete vânăt (Circus cyaneus), lebădă de iarnă (Cygnus cygnus), Emberiza rustica, cufundar polar (Gavia arctica), cufundar mic (Gavia stellata), cocor (Grus grus), codalb (Haliaeetus albicilla), Hydrocoloeus minutus, pescăruș râzător (Larus ridibundus), Mergellus albellus, codobatura galbenă (Motacilla flava), notatița cu ciocul subțire (Phalaropus lobatus), ploier auriu (Pluvialis apricaria), corcodel-urechiat (Podiceps auritus), corcodel-cu-gât-roșu (Podiceps grisegena), cresteț pestriț (Porzana porzana), Spatula clypeata, chiră de baltă (Sterna hirundo), Sterna paradisaea, fluierar de mlaștină (Tringa glareola), fluierarul cu picioare roșii (Tringa totanus).
Pe lângă speciile protejate, pe teritoriul sitului au mai fost identificate 11 specii de păsări.